# Cédric Delvoie
Cédric Delvoie (23 juli 1992) is een Belgisch zwemmer.
Delvoie studeert toegepaste wetenschappen aan de Universiteit van Luik. 

## Internationale toernooien
Delvoie nam in 2009 deel aan de Europese kampioenschappen voor de jeugd. Zowel op de 50m en de 100m vrije slag strandde hij in de voorrondes. Ook een jaar later geraakte hij er niet verder dan de voorrondes op de 50m en 100m vrije slag. Op de 4x100m bereikte hij een 6de plaats in de finale.

## Persoonlijke records
Bijgewerkt tot en met 19 september 2011

### Kortebaan
| Afstand         | Tijd  | Datum            | Plaats     |
| --------------- | ----- | ---------------- | ---------- |
| 50m vrije slag  | 22,77 | 21 november 2011 | Wachtebeke |
| 100m vrije slag | 50.30 | 20 november 2010 | Wachtebeke |

### Langebaan
| Afstand         | Tijd  | Datum        | Plaats    |
| --------------- | ----- | ------------ | --------- |
| 50m vrije slag  | 23,14 | 29 juli 2011 | Antwerpen |
| 100m vrije slag | 51,53 | 30 juli 2011 | Antwerpen |